# Leucauge lechei
Leucauge lechei är en spindelart som beskrevs av Embrik Strand 1908. Leucauge lechei ingår i släktet Leucauge och familjen käkspindlar.
Artens utbredningsområde är Madagaskar. Inga underarter finns listade i Catalogue of Life.